# Абел Тасман
Абел Јансон Тасман (хол. Abel Janszoon Tasman; рођен 1603, Лутјегаст Холандија — 10. октобар 1659, Батавија на острву Јава) био је холандски истраживач и поморац.
Рођен је у Лутјегасту, селу у покрајини Хронинген. Познат по својим путовањима 1642. и 1644, у служби холандске источноиндијске компаније. Његова експедиција је чинила прве Европљане који су дошли до острва Ван Дименове земље (данас Тасманија и Нови Зеланд). Заслужан је за израду географских карата значајних делова Аустралије.
Као и код других истраживача, Тасману у част су именована многа места. То су: острво Тасманија, полуострво Тасман, Тасманов мост, Тасманов ауто-пут, трајект Абел Тасман, Тасманово море и на Новом Зеланду, Тасманов ледник и Национални парк Абел Тасман

## Младост
Абел Тасман је рођен око 1603. године у Лутјегасту, малом селу у покрајини Гронинген, на северу Холандије. Најстарији доступни извор који га помиње датира од 27. децембра 1631. године када се, као морепловац који је живео у Амстердаму, 28-годишњак верио да ожени 21-годишњу Јанеће Ћарс, из Палмстрата у градској четврти Јордан.

## Пресељење у Холандску источну Индију
Запослен у Холандској источноиндијској компанији (VOC), Тасман је 1633. пловио из Тексела (Холандија) у Батавију, садашњу Џакарту, јужним путем Брауера. Током овог периода, Тасман је учествовао у путовању до острва Серам; мештани су продавали зачине припадницима других европских нација, али не и Холанђанима. Једва да је остао жив, када су при неопрезном искрцавању неколико његових другова убили људи из Серама.
У августу 1637, Тасман се вратио у Амстердам, а следеће године је потписао уговор на још десет година и повео своју жену са собом у Батавију. Дана 25. марта 1638. покушао је да прода своју имовину у Јордану, али је куповина отказана.
Он је био други командант истраживачке експедиције из 1639. на северном Пацифику под вођством Матије Кваста. Флота је укључивала бродове Енгел и Грахт и стигла је до тврђаве Зеландија (Холандска Формоза) и Дешиме.

## Прво велико путовање
У августу 1642. Савет Индије, који су чинили Антони ван Димен, Корнелис ван дер Лијн, Јоан Мецуикер, Јустус Шоутен, Саломон Свирс, Корнелис Вицен и Питер Борил у Батавији, послао је Тасмана и Франхоја Јакобсзона Васхера на истраживачко путовање до мало истражених подручја источно од Рта добре наде, западно од Статен земље (у близини Рта Хорн у Јужној Америци) и јужно од Соломонових острва.
Један од циљева је био стицање знања о „свим потпуно непознатим” провинцијама Бича. Ово су била претпостављена, још непостојећа копна за која се говорило да имају изобилно злато, а која су се појављивала на европским мапама од 15. века, као резултат грешке у неким издањима дела Марка Пола.
Експедиција је требало да користи два мала брода, Хемскерк и Зехан.

### Маурицијус
У складу са Вишеровим упутствима, Тасман је 14. августа 1642. испловио из Батавије и стигао на Маурицијус 5. септембра 1642. године, према капетановом дневнику. Разлог за то је био да се посада на острву могла добро нахранити; било је доста свеже воде и дрвета за поправку бродова. Тасман је добио помоћ гувернера Адријана ван дер Стела.
Због преовлађујућих ветрова, Маурицијус је изабран као прекретница. После четворонедељног боравка на острву, оба брода су отишла 8. октобра користећи Бурне четрдесете да отплове на исток што је брже могуће. (Нико није отишао тако далеко као Питер Нујтс 1626/27). Дана 7. новембра, снег и град утицали су на бродско веће да промени курс ка североисточном правцу, очекујући да једног дана стигну на Соломонска острва.

### Тасманија
Дана 24. новембра 1642, Тасман је досегао и угледао западну обалу Тасманије, северно од луке Маквори.. Своје откриће назвао је Ван Дименова земља, по Антонију ван Димену, генералном гувернеру Холандске Источне Индије.
Настављајући према југу, Тасман је заобишао јужни крај Тасманије и скренуо на североисток. Затим је покушао да са своја два брода уплови у Авантурски залив на источној обали острва Јужни Бруни, где га је олуја однела на море. Ову област је назвао Олујни залив. Два дана касније, 1. децембра, Тасман се усидрио северно од рта Фредерик Хендрик, северно од полуострва Форестир. Дана 2. децембра, два бродска чамца под командом кормилара, мајора Вишера, веслала су кроз Марион Наровс у залив Блекман, и преко запада до ушћа Бумер Крика где су сакупили нешто јестивог „зеленила”. Тасман је назвао залив Фредерик Хендрик, и он је обухватао садашњи Северни залив, залив Марион и залив Блекман (име Фредерик Хенријев залив је грешком пренето на садашњу локацију од стране Марион Дуфресне 1772). Следећег дана покушано је искрцавање у Северни залив. Међутим, пошто је море било превише узбуркано, један столар је препливао кроз таласе и поставио холандску заставу. Тасман је потом 3. децембра 1642. године објавио формални посед над том земљом.
Још два дана је наставио да прати источну обалу ка северу да види докле иде. Када је копно скренуло ка северозападу код Едистон Појнта, покушао је да се одржи са њим, али су његове бродове изненада погодили јаки ветрови који су завијали кроз Басов пролаз. Тасман је био на мисији да пронађе јужни континент, а не још острва, те је нагло скренуо на исток и наставио свој лов на континент.

### Нови Зеланд
После извесног истраживања, Тасман је намеравао да настави у северном правцу, али пошто је ветар био неповољан, усмерио је на исток. Експедиција је подносила изузетно тешко путовање и у једном од својих дневничких записа Тасман је поменуо свој компас, тврдећи да је то била једина ствар која га је одржала у животу.
Дана 13. децембра 1642. угледали су земљу на северозападној обали Јужног острва, Нови Зеланд, поставши први Европљани који су угледали Нови Зеланд. Тасман га је назвао Статен Ландт „у част Генералних држава“ (холандски парламент). Написао је, „могуће је да се ова земља придружи Статен Ландту, али је неизвесно“, мислећи на острво Естадос, истоимену копнену масу на јужном делу Јужне Америке, на коју је наишао холандски морепловац Јакоб Ле Маире 1616. године. Међутим, 1643. године Броуверова експедиција у Валдивији открила је да је Стаатен Ландт морем одвојен од хипотетичке Јужне земље. Тасман је наставио: „Верујемо да је ово копнена обала непознате Јужне земље.“ Тасман је сматрао да је пронашао западну страну дуго замишљене Тера Аустралис која се протезала преко Пацифика до близу јужног врха Јужне Америке.